# 中野順一朗
中野 順一朗（なかの じゅんいちろう、1973年2月5日 - ）は、日本の俳優。神奈川県出身。Me&Herコーポレーション所属。日本大学芸術学部演劇学科卒業。フリーを経て、2005年より劇団ラッパ屋に所属。
身長172cm。体重63kg。血液型A型。
趣味はカメラ、晩酌。特技はダンス、ギター、野球、バレーボール。

## 出演作品

### テレビドラマ
- 土曜プレミアム シバトラ〜童顔刑事!史上最大の危機スペシャル〜（2009年）
- 魔女裁判（2009年） - 廷吏
- 救命病棟24時 - 救急隊員
  - （2009年）
  - （2010年）
- 交渉人〜THE NEGOTIATOR〜（2009年） - リポーター
- ニュース速報は流れた（2009年） - AD
- 金曜プレステージ
  - 産科医 大河内あかね（2010年） - リポーター
  - 11文字の殺人（2011年） - ホテルマン
- 医龍-Team Medical Dragon-3（2010年） - 内科医
- 流れ星（2010年） - 配送会社社員
- 外交官 黒田康作（2011年） - 刑事
- 名前をなくした女神（2011年） - 面接官
- 結婚しない（2012年） - 原田
- 間違われちゃった男（2013年）
- IQ246〜華麗なる事件簿〜（2016年） - 救急隊員
- 東野圭吾 手紙（2018年） - 物流課長
- イノセンス 冤罪弁護士（2019年） - 満里奈の父
- 3年A組-今から皆さんは、人質です-（2019年） - 記者
- ラジエーションハウス〜放射線科の診断レポート〜（2019年） - 脳外科医
- アンサング・シンデレラ 病院薬剤師の処方箋（2020年） - 医師
- 刑事7人（2020年） - 清掃会社社員
- 大河ドラマ 麒麟がくる（2020年） - 朝廷からの使者、町の衆
- 七人の秘書（2020年） - 東都銀行戦略企画部長
- 相棒（2020年） - 捜査員
- 連続ドラマW トッカイ〜不良債権特別回収部〜（2021年） - 中野
- 探偵☆星鴨（2021年） - ニュースキャスター
- イチケイのカラス（2021年） - 奥山耕 役
- 特捜9 第4シリーズ（2021年） - 瀬戸口俊信 役
- 夜ドラ 卒業タイムリミット 第5話（2022年、NHK総合）- 刑事 役
- HOTEL -NEXT DOOR- 第4話（2022年10月1日、WOWOW） - 帝王ホテル 副総支配人 役

### テレビ番組
- 経済ドキュメンタリードラマ ルビコンの決断「"エキナカ"誕生の真実 〜駅の常識を変えろ! 若き社員たちの革命〜」（2010年） - JR職員
- 痛快TV スカッとジャパン「神ティーチャースカッと」（2018年）
- 中居正広の金曜日のスマイルたちへ
  - 「北村弁護士の事件簿」再現ドラマ（2017年）
  - 「堺正章編」再現ドラマ（2020年）

### 配信ドラマ
- 君と世界が終わる日に Season2（2021年）

### 映画
- これでいいのだ!!映画★赤塚不二夫（2011年） - 出版社社員
- 怪談新耳袋 異形（2012年） - カメラマン
- 遺体 明日への十日間（2013年） - 消防団員
- キミサラズ（2017年）
- 前田建設ファンタジー営業部（2020年） - 総合企画部長
- 奥様は、取り扱い注意（2021年） - 司会者
- シン・ウルトラマン（2022年）[3]

### 吹き替え
- ボイス（2002年）※ソフト版

### ラジオドラマ
- ラジオ劇団『小さな奇跡』

### CM
- TOYOTA「エコ替え ドライバーをほめる（燃費計）篇」（2009年）
- 味の素 クノール「ふんわりたまごスープ（手巻き寿司篇）、（焼肉篇）」（2009年）
- セキスイハイム「おひさまハイムプラス」（2010年）
- 読売新聞「読売新聞・巨人軍･ポケモン」（2010年）
- 任天堂 Wii「年末年始コミュニケーション（職場篇）」（2010年）
- パナソニック「パナソニックの店（LED照明篇）」（2012年）
- ダイハツ「日本のどこかで（妻の思い篇）」（2013年）
- 富士通企業広告「人はICTと、何をかなえるだろう。」シリーズ（2015年）
- ケーヨーデイツーD2オリジナル「冬のお出かけがグッと」、「冬の朝がグッと」、「大掃除がグッと」篇（2015年）
- キリンビバレッジ FIRE「タクシー運転手篇」（2018年）

### 舞台
- 第三舞台「パレード旅団」（1995年）
- 第2回BeSeTo演劇祭「続ジョン･シルバー」（1995年）
- こどもの城青山劇場「銀河鉄道の夜」（1996年）
- 鈴置洋孝プロデュース「煙が目にしみる」（1997年）
- 劇団☆新感線プロデュース
  - 「髑髏城の七人〜アカドクロ」（2004年） - 従順一朗太
  - SHINKANSEN☆RX『Vamp Bamboo burn〜ヴァン・バン・バーン〜』（2016年）
  - ONWARD presents　劇団☆新感線『髑髏城の七人』Season月（2017年）
- 敦･杏子PRODUCE
  - 好色必殺時代劇版ミュージカル「URASUJI」（2005年）
  - URASUJI2015　綱渡り（2015年）
- アトリエ・ダンカンプロデュース ロンドンミュージカル「OUR HOUSE」（2006年）
- 劇団ラッパ屋
  - あしたのニュース（2006年）
  - 妻の家族（2007年）
  - ブラジル（2009年）
  - 世界の秘密と田中（2010年）
  - 第36回公演「YMO」〜やっとモテたオヤジ〜（2010年）
  - 第37回公演「凄い金魚」（2011年）
  - 第38回公演「ハズバンズ&ワイブズ」（2011年）
  - 第39回公演「おじクロ」（2012年）
  - ラッパ屋30周年記念 第40回公演「ダチョウ課長の幸福とサバイバル」（2013年）
  - 第41回公演「ポンコツ大学探険部」（2015年）
  - 第43回公演「ユー・アー・ミー?」（2017年）
  - 第45回公演「2.8次元」（2019年）
  - ラッパ屋 リーディング公演「距離と人間」（2020年）
  - 第46回公演「コメンテーターズ」（2021年）
  - 第50回公演「はなしづか」（2025年）[4]
- コマ・スタジアム「男嫌い」（2013年）
- 親子のためのファミリー・ミュージカル「ピノキオ〜または白雪姫の悲劇〜」（2013年）
- 鈴舟「ソウルマン」（2015年）
- ピノキオ〜または白雪姫の悲劇〜（2015年）
- 見よ、飛行機の高く飛べるを（2015年）
- おトラさん（2016年）
- KAATキッズ・プログラム2017「ピノキオ〜または白雪姫の悲劇〜」（2017年）